# Gorilă
Gorilele sunt maimuțe antropoide erbivore, care trăiesc predominant la sol, în pădurile tropicale din Africa ecuatorială. Genul Gorilla este împărțit în două specii: gorile estice și gorile vestice, și patru subspecii. ADN-ul gorilelor este foarte asemănător cu cel al oamenilor, în proporție de 95-99%, în funcție de ceea ce este inclus, iar acestea sunt rudele cele mai apropiate de om, după cimpanzei și bonobo.
Gorilele sunt cele mai mari primate care trăiesc în prezent, atingând înălțimi cuprinse între 1,25-1,8 metri, greutăți între 100–270 kg și întinderea brațului până la 2,6 metri, în funcție de specie și sex. Ele tind să trăiască în grupuri, liderul fiind numit spate-argintiu. Gorila estică se distinge de cea vestică prin culoarea mai închisă a blănii și alte diferențe morfologice minore. Gorilele tind să trăiască între 35-40 de ani în sălbăticie.
Habitatele naturale ale gorilelor acoperă pădurile tropicale sau subtropicale din Africa subsahariană. Deși arealul lor acoperă un procent mic din Africa subsahariană, gorilele acoperă o gamă largă de altitudini. Gorilele de munte populează jungla montană a Riftului Albertin, pădurea înnorată a munților Virunga, variind de la o altitudine de la 2.200 la 4.300 de metri. Gorilele de câmpie trăiesc în păduri dense și zone mlăștinoase, gorilele vestice de câmpie care trăiesc în țările din Africa centrală de vest și gorilele estice de câmpie care trăiesc în Republica Democrată Congo aproape de granița cu Rwanda.
Se crede că există în jur de 316.000 de gorile vestice în sălbăticie și 5.000 de gorile estice. Ambele specii sunt clasificate ca fiind în pericol critic de dispariție de către IUCN. Există multe amenințări la adresa supraviețuirii lor, cum ar fi braconajul, distrugerea habitatului și bolile, care amenință supraviețuirea speciei. Cu toate acestea, eforturile de conservare au avut succes în unele zone în care trăiesc.

## Etimologie

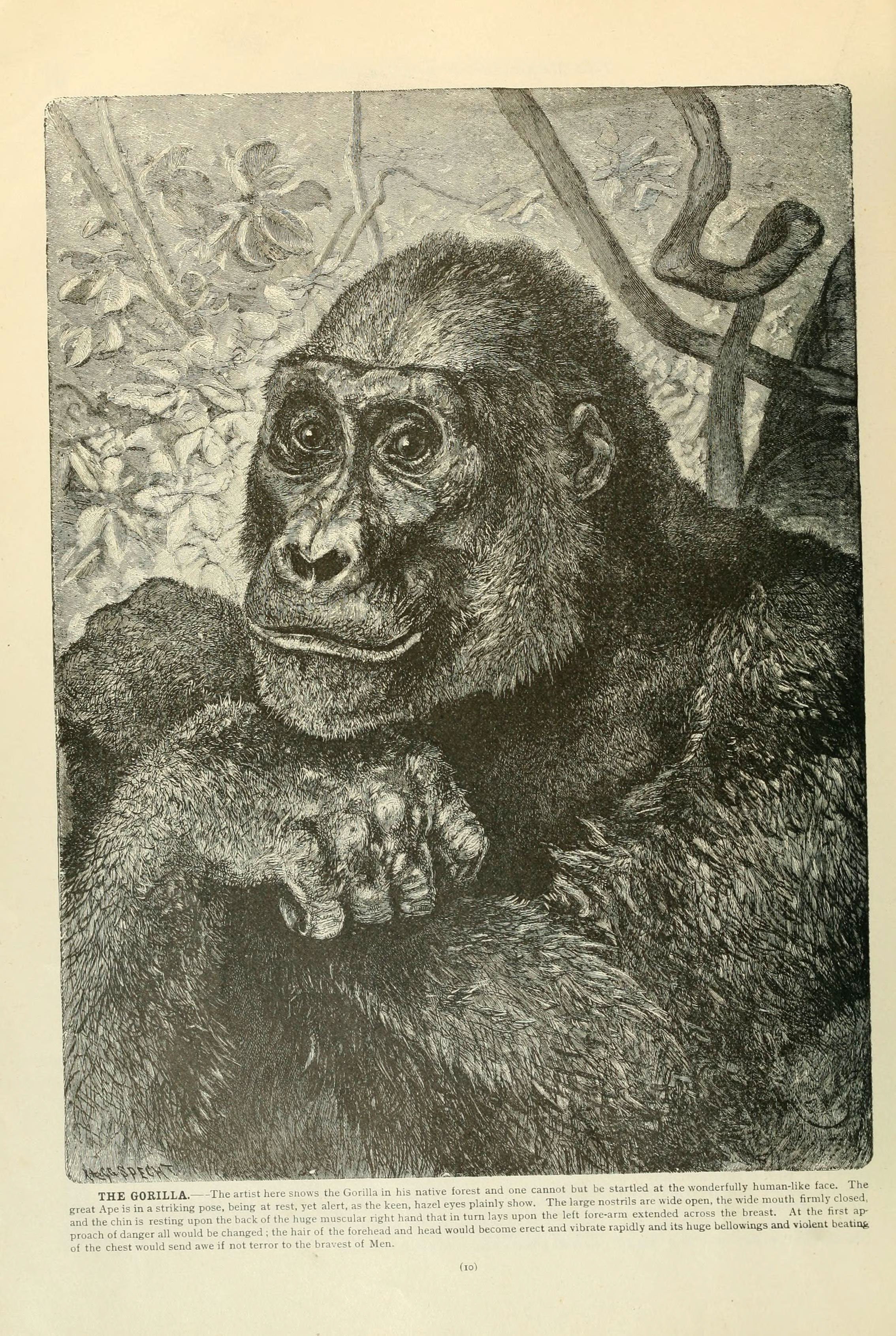
Studiul unei gorile, ilustrație din 1895

Cuvântul „gorilă” provine din istoria lui Hanno Navigatorul (c. 500 î.Hr.), un explorator cartaginez într-o expediție pe coasta vest-africană în zona care a devenit ulterior Sierra Leone. Membrii expediției s-au întâlnit cu „oameni sălbatici, dintre care majoritatea erau femei, ale căror corpuri erau păroase și pe care interpreții noștri le numeau Gorillae”. Nu se știe dacă exploratorii au întâlnit ceea ce numim acum gorile, o altă specie de maimuță sau oameni. Se consideră că piei de femele gorillai, aduse înapoi de Hanno, au fost păstrate la Cartagina până când Roma a distrus orașul 350 de ani mai târziu, la sfârșitul războaielor punice (146 î.Hr.)
Medicul și misionarul american Thomas Staughton Savage și naturalistul Jeffries Wyman au descris gorila vestică (o numeau Troglodytes gorilla) pentru prima dată în 1847 din exemplarele obținute în Liberia. Numele a fost derivat din greaca veche Γόριλλαι (gorillai) „tribul femeilor păroase”, așa cum le-a descris Hanno.

## Evoluție și clasificare
Cele mai apropiate rude ale gorilelor sunt celelalte două genuri Homininae, cimpanzeii și oamenii, toți provenind dintr-un strămoș comun în urmă cu aproximativ 7 milioane de ani. Secvențele genetice umane diferă în medie doar cu 1,6% față de secvențele genelor de gorilă corespunzătoare, dar există o diferență suplimentară în câte copii are fiecare genă. Până de curând, gorilele erau considerate a fi o singură specie, cu trei subspecii: gorila de câmpie de vest, gorila de câmpie de est și gorila de munte. În prezent cercetătorii au ajuns la un acord că există două specii, fiecare cu două subspecii. Mai recent, s-a pretins că există o a treia subspecie la una dintre specii. Speciile și subspeciile separate s-au dezvoltat dintr-un singur tip de gorilă în timpul epocii de gheață, când habitatele lor forestiere s-au micșorat și au devenit izolate unele de altele.
Primatologii continuă să exploreze relațiile dintre diferite populații de gorile. Speciile și subspeciile enumerate aici sunt cele cu care majoritatea oamenilor de știință sunt de acord.
|  | \| \| oameni (genul Homo) \| \| \| \| \| \| cimpanzei (genul Pan) \| \| \| \| |
|  |                                                                               |
|  | gorile (genul Gorilla)                                                        |
|  |                                                                               |
|  | oameni (genul Homo)                                                           |
|  |                                                                               |
|  | cimpanzei (genul Pan)                                                         |
|  |                                                                               |

|  | oameni (genul Homo)   |
|  |                       |
|  | cimpanzei (genul Pan) |
|  |                       |

|  | \| \| oameni (genul Homo) \| \| \| \| \| \| cimpanzei (genul Pan) \| \| \| \| |
|  |                                                                               |
|  | gorile (genul Gorilla)                                                        |
|  |                                                                               |
|  | oameni (genul Homo)                                                           |
|  |                                                                               |
|  | cimpanzei (genul Pan)                                                         |
|  |                                                                               |

|  | oameni (genul Homo)   |
|  |                       |
|  | cimpanzei (genul Pan) |
|  |                       |

|  | \| \| oameni (genul Homo) \| \| \| \| \| \| cimpanzei (genul Pan) \| \| \| \| |
|  |                                                                               |
|  | gorile (genul Gorilla)                                                        |
|  |                                                                               |
|  | oameni (genul Homo)                                                           |
|  |                                                                               |
|  | cimpanzei (genul Pan)                                                         |
|  |                                                                               |

|  | oameni (genul Homo)   |
|  |                       |
|  | cimpanzei (genul Pan) |
|  |                       |

|  | \| \| oameni (genul Homo) \| \| \| \| \| \| cimpanzei (genul Pan) \| \| \| \| |
|  |                                                                               |
|  | gorile (genul Gorilla)                                                        |
|  |                                                                               |
|  | oameni (genul Homo)                                                           |
|  |                                                                               |
|  | cimpanzei (genul Pan)                                                         |
|  |                                                                               |

|  | oameni (genul Homo)   |
|  |                       |
|  | cimpanzei (genul Pan) |
|  |                       |

|  | \| \| oameni (genul Homo) \| \| \| \| \| \| cimpanzei (genul Pan) \| \| \| \| |
|  |                                                                               |
|  | gorile (genul Gorilla)                                                        |
|  |                                                                               |
|  | oameni (genul Homo)                                                           |
|  |                                                                               |
|  | cimpanzei (genul Pan)                                                         |
|  |                                                                               |

|  | oameni (genul Homo)   |
|  |                       |
|  | cimpanzei (genul Pan) |
|  |                       |

|  | \| \| oameni (genul Homo) \| \| \| \| \| \| cimpanzei (genul Pan) \| \| \| \| |
|  |                                                                               |
|  | gorile (genul Gorilla)                                                        |
|  |                                                                               |
|  | oameni (genul Homo)                                                           |
|  |                                                                               |
|  | cimpanzei (genul Pan)                                                         |
|  |                                                                               |

|  | oameni (genul Homo)   |
|  |                       |
|  | cimpanzei (genul Pan) |
|  |                       |

|  | \| \| oameni (genul Homo) \| \| \| \| \| \| cimpanzei (genul Pan) \| \| \| \| |
|  |                                                                               |
|  | gorile (genul Gorilla)                                                        |
|  |                                                                               |
|  | oameni (genul Homo)                                                           |
|  |                                                                               |
|  | cimpanzei (genul Pan)                                                         |
|  |                                                                               |

|  | oameni (genul Homo)   |
|  |                       |
|  | cimpanzei (genul Pan) |
|  |                       |

|  | \| \| oameni (genul Homo) \| \| \| \| \| \| cimpanzei (genul Pan) \| \| \| \| |
|  |                                                                               |
|  | gorile (genul Gorilla)                                                        |
|  |                                                                               |
|  | oameni (genul Homo)                                                           |
|  |                                                                               |
|  | cimpanzei (genul Pan)                                                         |
|  |                                                                               |

|  | oameni (genul Homo)   |
|  |                       |
|  | cimpanzei (genul Pan) |
|  |                       |

A treia subspecie propusă de Gorilla beringei, care nu a primit încă un trinomen, este populația Bwindi a gorilei de munte, uneori numită gorila Bwindi.
Printre variațiile care disting clasificările gorilei se numără densitate, dimensiune, culoarea părului, lungime, cultură și lățimi faciale variabile. Genetica populației gorilelor de câmpie sugerează că populațiile de câmpie din vest și est s-au separat în urmă cu aproximativ 261.0000 de ani.

## Caracteristici

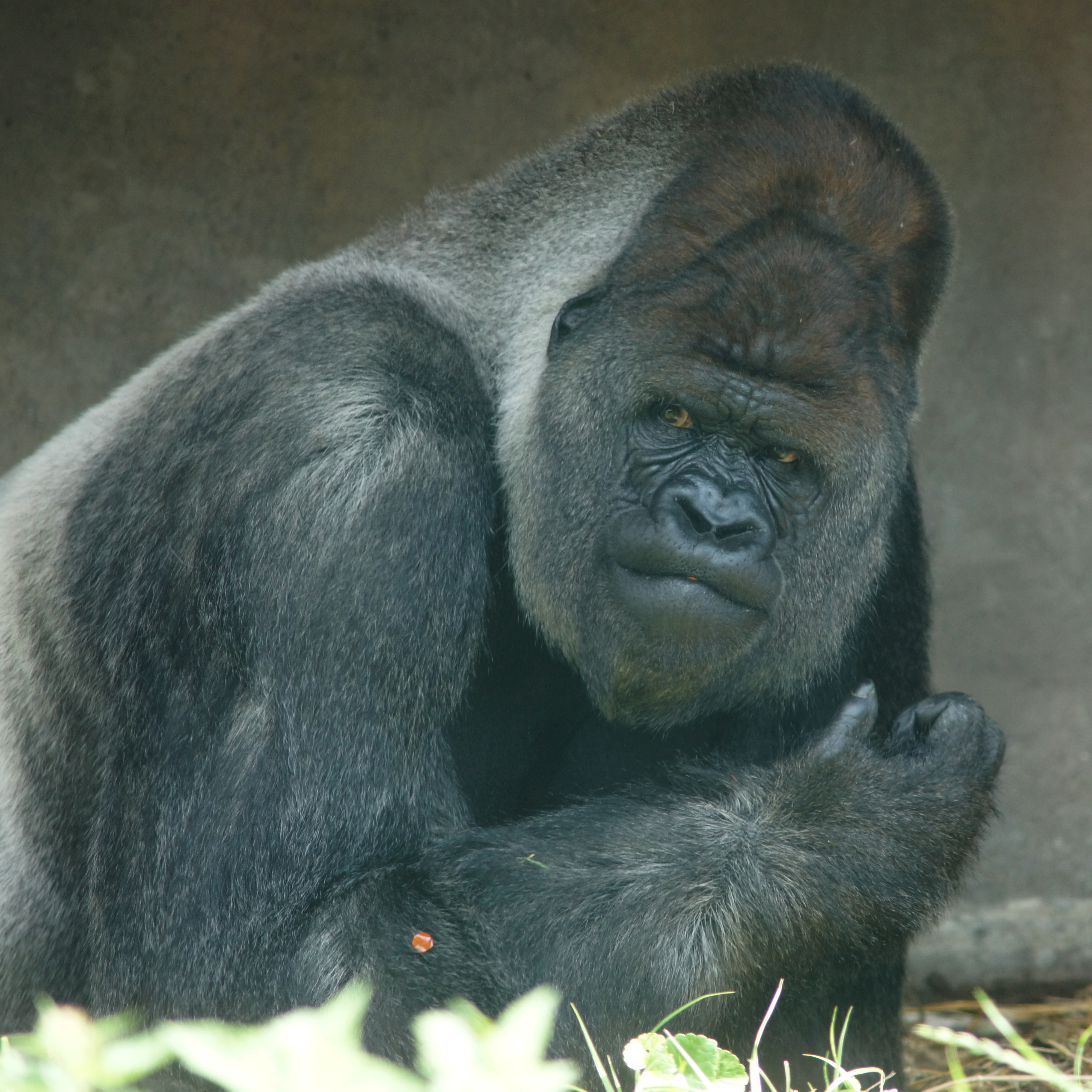
Gorila vestică de câmpie

Masculii cântăresc între 136 și 227 kg, în timp ce femelele adulte cântăresc 68–113 kg. Masculii adulți au o înălțime de 1,4 până la 1,8 m, cu o întindere a brațului de la 2,3 până la 2,6 m. Gorilele femele sunt mai scunde, 1,25 - 1,5 m, cu întinderi mai mici ale brațelor. Antropologul britanic Colin Groves (1970) a calculat greutatea medie a 42 de gorile masculi sălbatici adulți la 144 kg, în timp ce Smith și Jungers (1997) au constatat că greutatea medie a 19 gorile masculi sălbatici adulți este 169 kg. Gorilele masculi sunt cunoscute sub numele de spate-argintiu datorită părului argintiu caracteristic de pe spatele lor care ajunge până la șolduri. Cea mai înaltă gorilă înregistrată a fost un spate-argintiu de 1,95 m, cu o întindere a brațului de 2,7 m, un piept de 1,98 m și o greutate de 219 kg, împușcat în Alimbongo, în nordul regiunii Kivu în mai 1938. Cea mai grea gorilă înregistrată a fost un spate-argintiu de 1,83 m în Ambam, Camerun, care cântărea 267 kg. masculii în captivitate pot fi supraponderali și pot atinge greutăți de până la 310 kg.

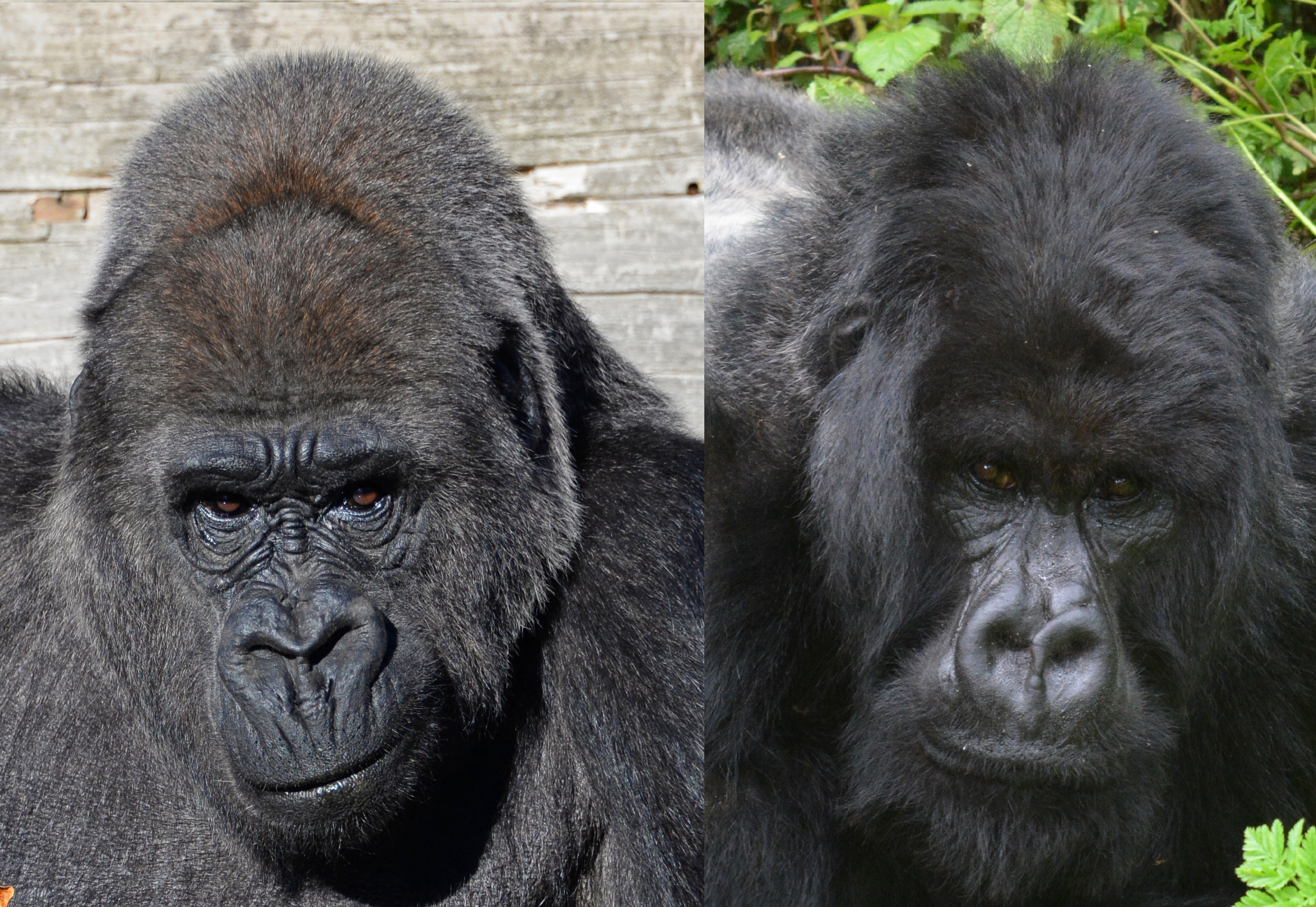
Gorila vestică (Gorilla gorilla) și gorila estică (Gorilla beringei)

Gorila estică este mai întunecată decât gorila vestică, gorila de munte fiind cea mai întunecată dintre toate. Gorila de munte are, de asemenea, cel mai gros păr. Gorila vestică de câmpie poate fi brună sau cenușie cu fruntea roșiatică. În plus, gorilele care trăiesc în pădurile de câmpie sunt mai zvelte și mai agile decât gorilele de munte mai voluminoase. Gorila estică are o față mai lungă și un piept mai larg decât gorila vestică. La fel ca oamenii, gorilele au amprente individuale. Culoarea ochilor lor este maro închis, încadrat de un inel negru în jurul irisului. Structura facială a gorilei este descrisă ca prognatism mandibular, adică mandibula iese mai în afară față de maxilar. Masculii adulți au o creastă sagitală proeminentă.
Gorilele se deplasează prin mersul patruped, deși uneori, pe distanțe scurte, merg vertical, în timp ce transportă hrană sau în situații defensive. Un studiu din 2018 care a cercetat postura mâinii a 77 de gorile de munte din Parcul Național Impenetrable Bwindi (8% din populație) a constatat că mersul patruped a fost realizat doar 60% din timp și, de asemenea, și-au susținut greutatea cu ajutorul pumnilor, spatele mâinilor/picioarelor și pe palme/tălpi (cu degetele flexate). Se credea că o astfel de gamă de poziții ale mânii a fost folosită doar de urangutani. Studii despre mâna dominantă a gorilelor au dat rezultate variate, unii susținând că nu există preferință pentru nici o mână, iar alții că domină maâna dreaptă pentru populația generală. Studiile au demonstrat că sângele gorilei nu este reactiv la anticorpi monoclonali anti-A și anti-B, care la om indică sânge de tip 0.  Datorită secvențelor noi, totuși, este suficient de diferit pentru a nu se conforma cu sistemul de grup sanguin ABO uman, în care se încadrează celelalte maimuțe antropoide.
Durata de viață a unei gorile este în mod normal între 35 și 40 de ani, deși gorilele din grădinile zoologice pot trăi timp de 50 de ani sau mai mult. Colo, o femelă de gorilă vestică de la grădina zoologică Columbus, a fost cea mai longevivă gorilă cunoscută, ajungând la vârsta de 60 de ani când a murit, la 17 ianuarie 2017.

## Distribuție și habitat

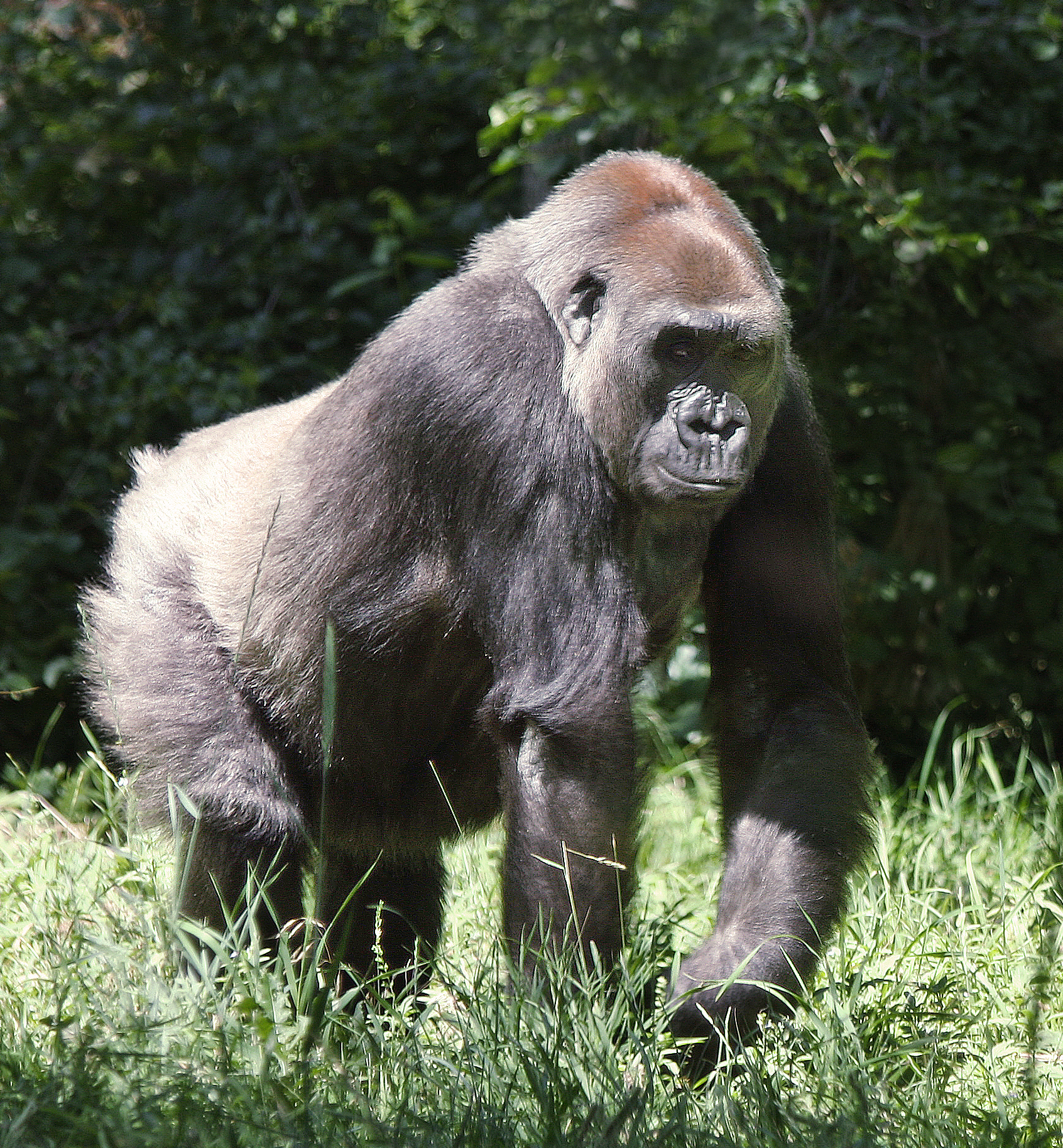
Gorilă de câmpie

Gorilele au o distribuție neuniformă. Gama celor două specii este separată de fluviul Congo și afluenții săi. Gorila vestică trăiește în vestul Africii centrale, în timp ce gorila estică trăiește în estul Africii centrale. Între specii și chiar în cadrul speciei, gorilele trăiesc într-o varietate de habitate și înălțimi. Habitatul gorilelor variază de la pădurea montană până la mlaștină. Gorilele estice locuiesc în pădurile montane și submontane între 650 și 4.000 m deasupra nivelului mării.
Gorilele de munte trăiesc în pădurea montană la capătul superior al zonei de înălțime, în timp ce gorilele estice de câmpie trăiesc în pădurea submontană la capătul inferior. În plus, gorilele estice de câmpie trăiesc în pădurea montană de bambus, precum și în pădurea de câmpie de la 600–3308 m înălțime. Gorilele vestice trăiesc atât în pădurea din zonele mlăștinoase, cât și în pădurea montană, la altitudini cuprinse între nivelul mării și 1.600 m. Gorilele vestice de câmpie trăiesc în mlaștini și păduri de câmpie de până la 1.600 m, iar gorilele vestice de râu trăiesc în pădurile joase și submontane cuprinse între 150-1.600 m.

## Ecologie

### Dietă și hrănire

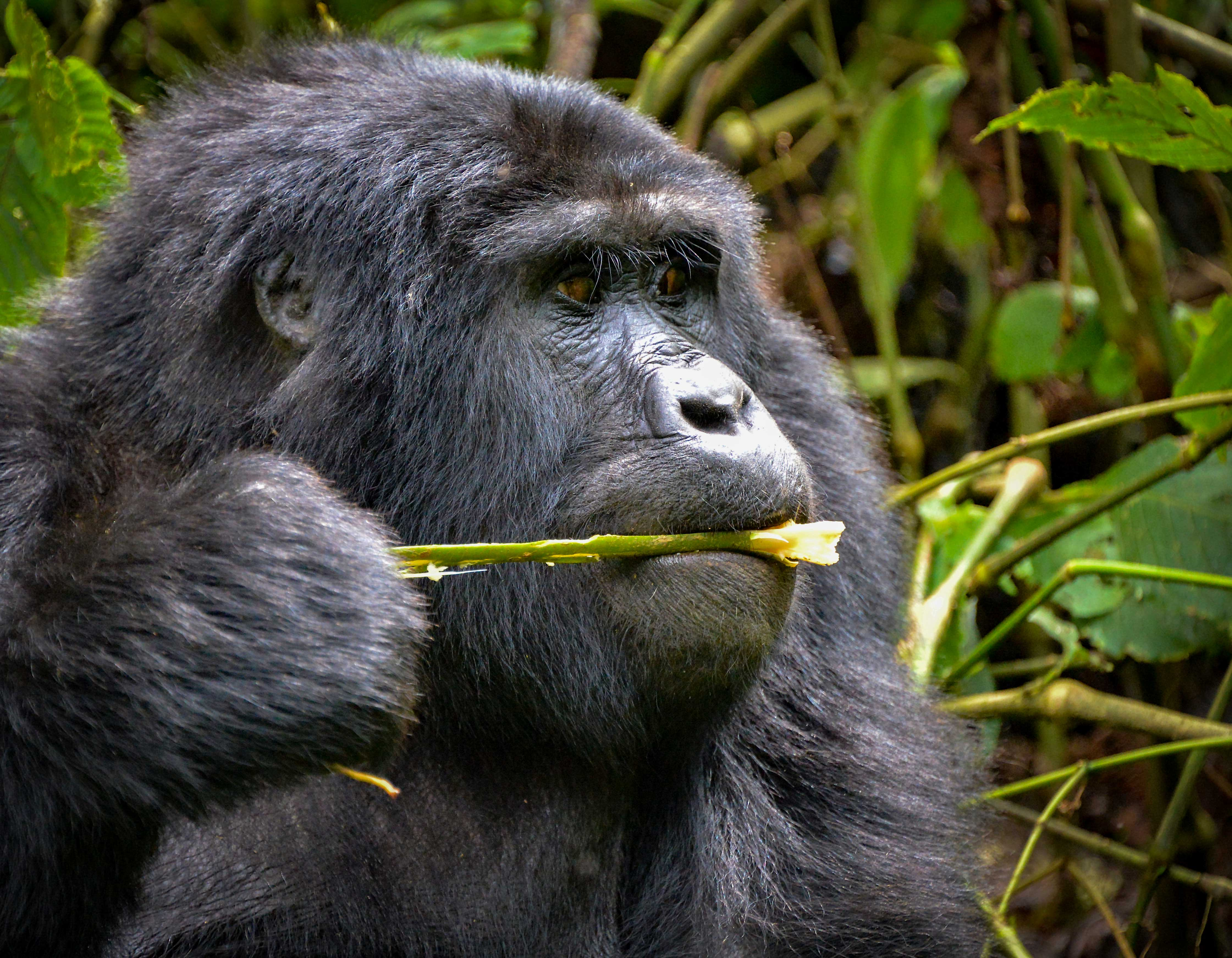
Gorilă de munte hrănindu-se

Ziua unei gorile este împărțită între perioadele de odihnă și perioadele de călătorie sau hrănire. Dietele diferă între specii și în cadrul acestora. Gorilele de munte mănâncă în cea mai mare parte frunziș, cum ar fi frunze, tulpini și lăstari, în timp ce fructele reprezintă o parte foarte mică din dietae lor. Hrana pentru gorile de munte este larg distribuită și nici indivizii, nici grupurile nu trebuie să concureze între ei. Arealul lor de casă variază de la 3 la 15 km2, iar incursiunile lor variază în jur de 500 m sau mai puțin în medie într-o zi. Gorilele montane au diete flexibile și pot trăi într-o varietate de habitate.
Gorilele estice de câmpie au diete mai diverse, care variază sezonier. Frunzele sunt consumate în mod obișnuit, iar fructele pot reprezenta până la 25% din dieta lor. Deoarece fructele sunt mai puțin disponibile, gorilele de câmpie au un areal de casă între 2,7 până la 6,5 km2, cu incursiuni pe zi de 154-2.280 m. Gorilele estice de câmpie mâncă, de asemenea, insecte, de preferință furnici. Gorilele vestice de câmpie depind de fructe mai mult decât celelalte gorile. Călătoresc chiar mai departe decât celelalte subspecii de gorilă, la 1.105 m pe zi, în medie, și au arealul de casă mai mare decât aș celorlalte gorile, de 7–14 km2. Gorilele vestice de câmpie au acces mai redus la plantele terestre, deși pot accesa plantele acvatice în unele zone. Și ele mănâncă termite și furnici.
Gorilele beau rareori apă „deoarece consumă vegetație suculentă, care este compusă aproape jumătate din apă, precum și rouă de dimineață”, deși atât gorilele de munte, cât și cele de câmpie au fost observate că beau.

## Comportament

### Structura socială

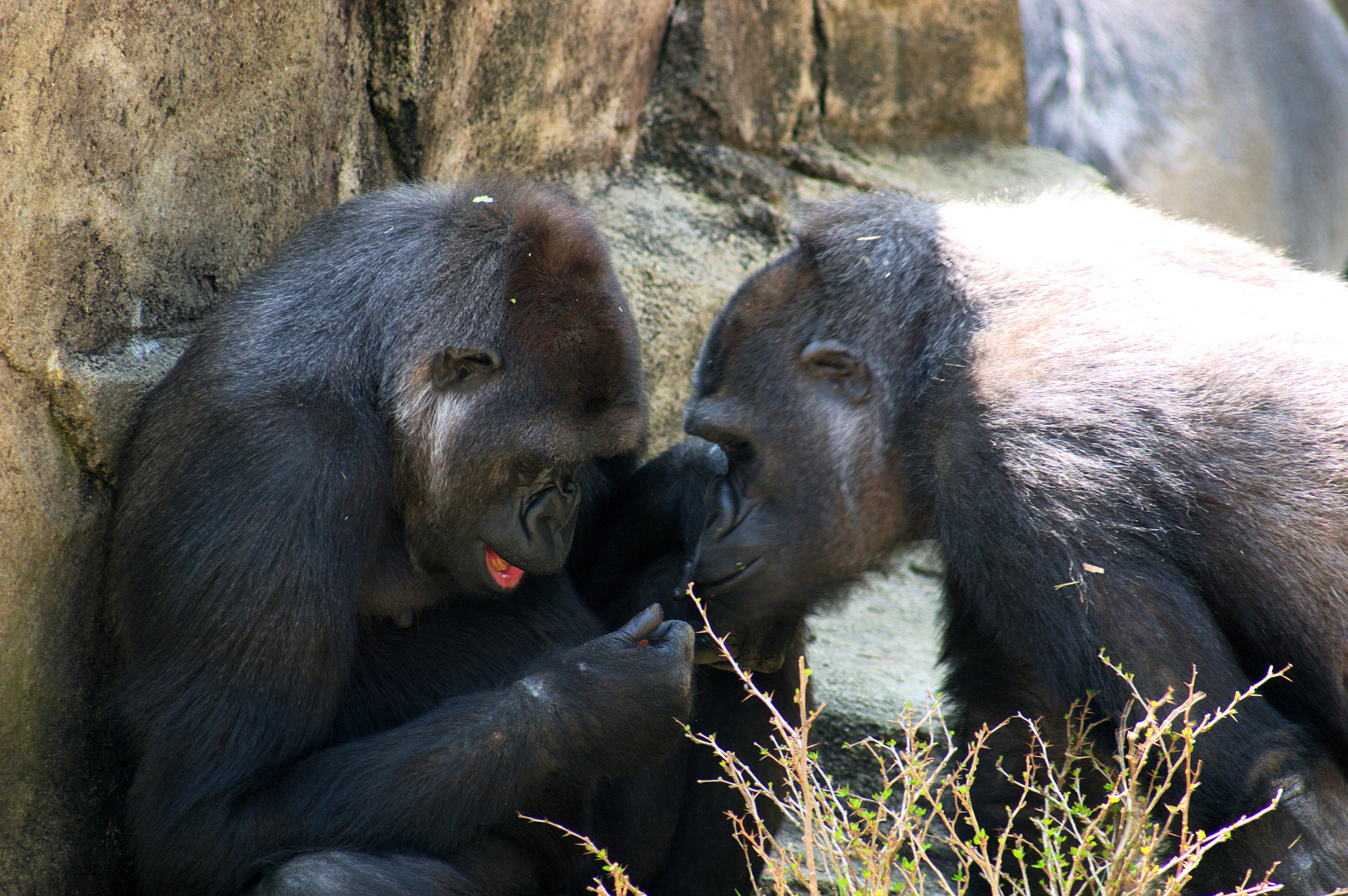
Gorile la Grădina Zoologică din Cincinnati

Gorilele trăiesc în grupuri care tind să fie formate dintr-un mascul adult sau spate-argintiu, mai multe femele adulte și descendenții lor. Cu toate acestea, există și grupuri cu mai mulți masculi. Un spate- argintiu are de obicei mai mult de 12 ani și este denumit după părul argintiu distinctiv de pe spate, care vine odată cu maturitatea. El are caninii mari care, de asemenea, vin odată cu maturitatea. Atât masculii, cât și femelele tind să emigreze din grupurile lor natale. La gorilele de munte, femelele se dispersează din grupul lor natal mai mult decât masculii.
Masculii maturi tind, de asemenea, să-și părăsească grupurile și să-și întemeieze propriile grupuri atrăgând femele care emigrează. Cu toate acestea, gorilele de munte masculi rămân uneori în grupul natal și devin subordonați ai spatelui-argintiu. Dacă spatele-argintiu moare, acești masculi ar putea fi capabili să devină dominanti sau să se împerecheze cu femelele. Acest comportament nu a fost observat la gorilele de câmpie estică. Într-un singur grup de masculi, când spatele-argintiu moare, femelele și descendenții lor se împrăștie și găsesc un nou grup. Fără un spate-argintiu care să-i protejeze, puii vor cădea probabil victime ale pruncuciderii. Alăturarea de un grup nou este probabil o tactică împotriva acestui lucru. Totuși, în timp ce grupurile de gorile se despart de obicei după moartea spatelui-argintiu, femelele de gorile din zonele joase estice și descendenții lor au fost înregistrate rămânând împreună până când un nou spate-argintiu se transferă în grup. Acest lucru servește probabil ca protecție împotriva leoparzilor.

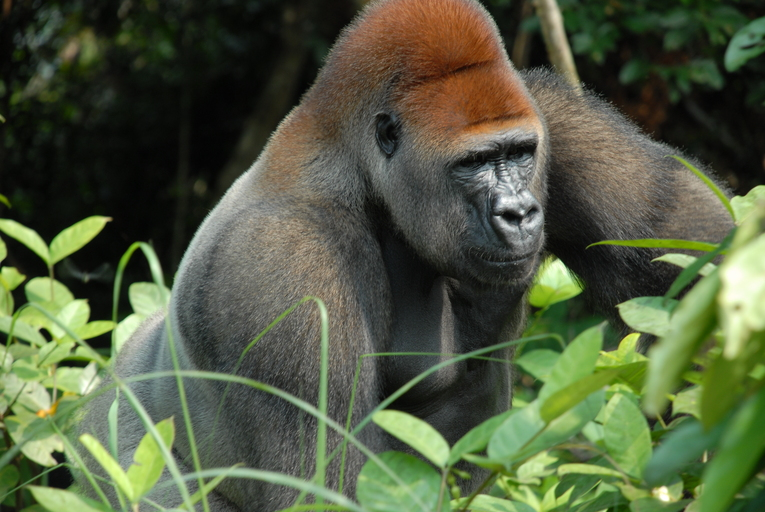
Spate-argintiu

Spatele-argintiu este în centrul atenției grupului, ia toate deciziile, medază conflictele, determină mișcările grupului, îi conduce pe ceilalți către locurile de hrănire și își asumă responsabilitatea pentru siguranța și bunăstarea grupului. Masculii mai tineri subordonați, cunoscuți sub numele de spate-negru, pot servi drept protecție de rezervă. Masculii spate-negru au vârste cuprinse între 8 și 12 ani  și nu au părul argintiu pe spate. Legătura pe care o are un spate-argintiu cu femelele sale formează nucleul vieții sociale a gorilelor. Legăturile dintre ele sunt menținute prin îngrijire și statul împreună. Femelele formează relații puternice cu masculii pentru a obține oportunități de împerechere și protecție împotriva prădătorilor și a masculilor din afara grupului. Cu toate acestea, comportamentele agresive între masculi și femele apar, dar rareori duc la răni grave. Relațiile dintre femele pot varia. Femelele înrudite matern dintr-un grup tind să fie prietenoase una cu cealaltă și să se asocieze strâns. În caz contrar, femelele au puține întâlniri amicale și de obicei acționează agresiv una față de cealaltă.
Femelele pot lupta pentru accesul social la masculi și un mascul poate interveni. Masculii gorilele au legături sociale slabe, în special în grupurile cu mai mulți masculi, cu ierarhii de dominanță aparentă și concurență puternică pentru împerechere. Totuși, masculii din acelai grup tind să aibă interacțiuni prietenoase și să socializeze prin joacă, îngrijire și rămânând împreună și ocazional chiar se angajează în interacțiuni homosexuale. Agresiunea severă este rară în grupurile stabile, dar atunci când două grupuri de gorile de munte se întâlnesc, cei doi lideri se pot angaja uneori într-o luptă până la moarte, folosindu-și caninii pentru a provoca răni adânci.

### Reproducere și parenting

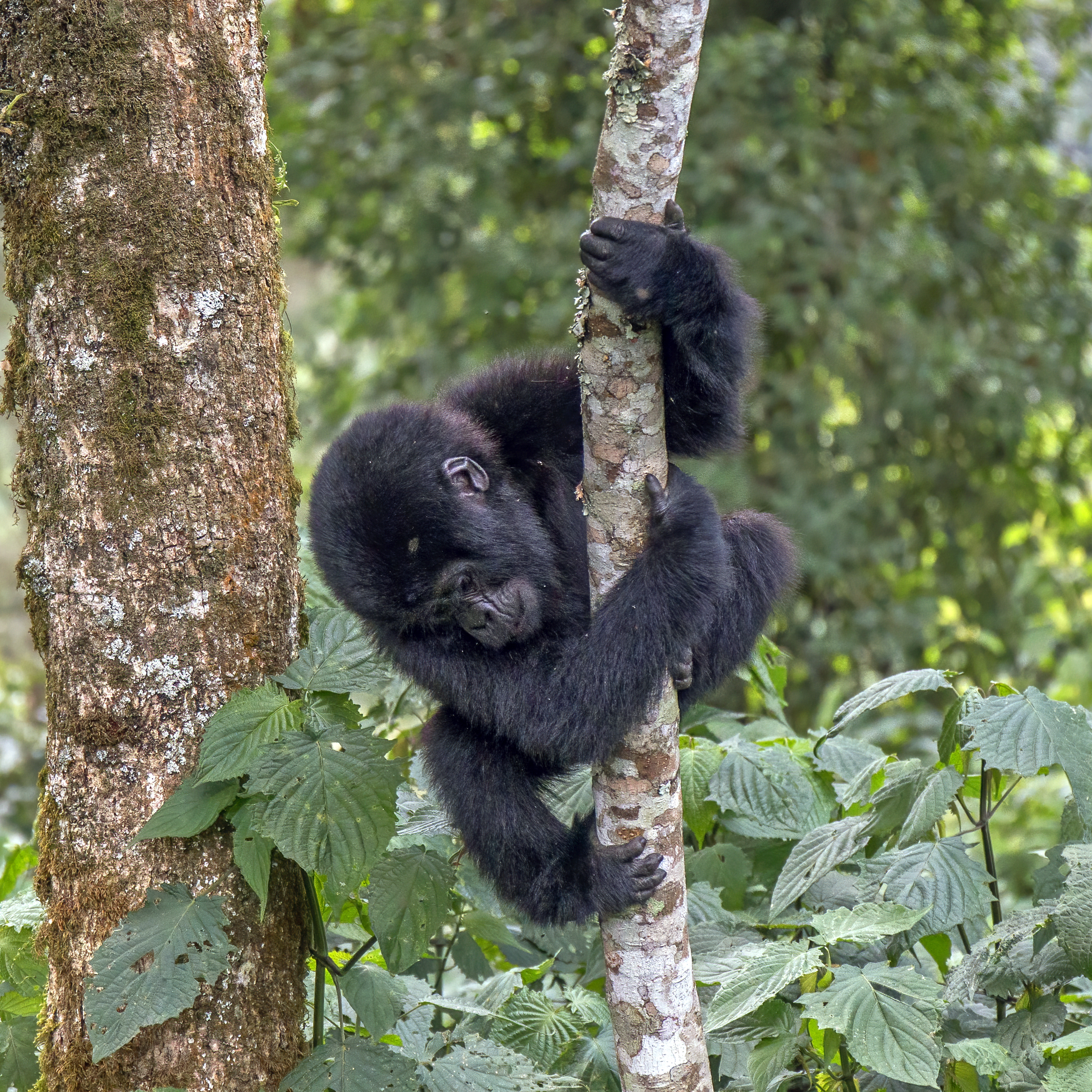
Pui de goriă de doi ani

Femelele se maturizează la 10-12 ani (mai devreme în captivitate), iar masculii la 11-13 ani. Primul ciclu ovulativ al unei femele are loc la vârsta de șase ani și este urmat de o perioadă de doi ani de adolescență infertilă. Ciclul estral durează 30–33 de zile, cu semne exterioare de ovulație subtile în comparație cu cele ale cimpanzeilor. Perioada de gestație durează 8,5 luni. Gorilele de munte femele nasc pentru prima dată la vârsta de 10 ani și au intervale de patru ani între nașteri. Masculii pot fi fertili înainte de a ajunge la maturitate. Gorilele se împerechează pe tot parcursul anului.
Femelele își vor strânge buzele și se vor apropia încet de un bărbat în timp ce fac contact vizual. Acest lucru servește pentru a îndemna masculul la împerechere. Dacă masculul nu răspunde, atunci ea va încerca să-i atragă atenția întinzându-se spre el sau lovind pământul. În grupurile cu mai mulți masculi, solicitarea indică preferința femelelor, dar femelele pot fi forțate să se împerecheze cu mai mulți masculi. Masculii incită la copulare apropiindu-se de o femelă și afișându-se sau atingând-o și „mormăind”. Recent, s-a observat că gorilele fac sex față în față, o trăsătură considerată cândva unică pentru oameni și bonobo.

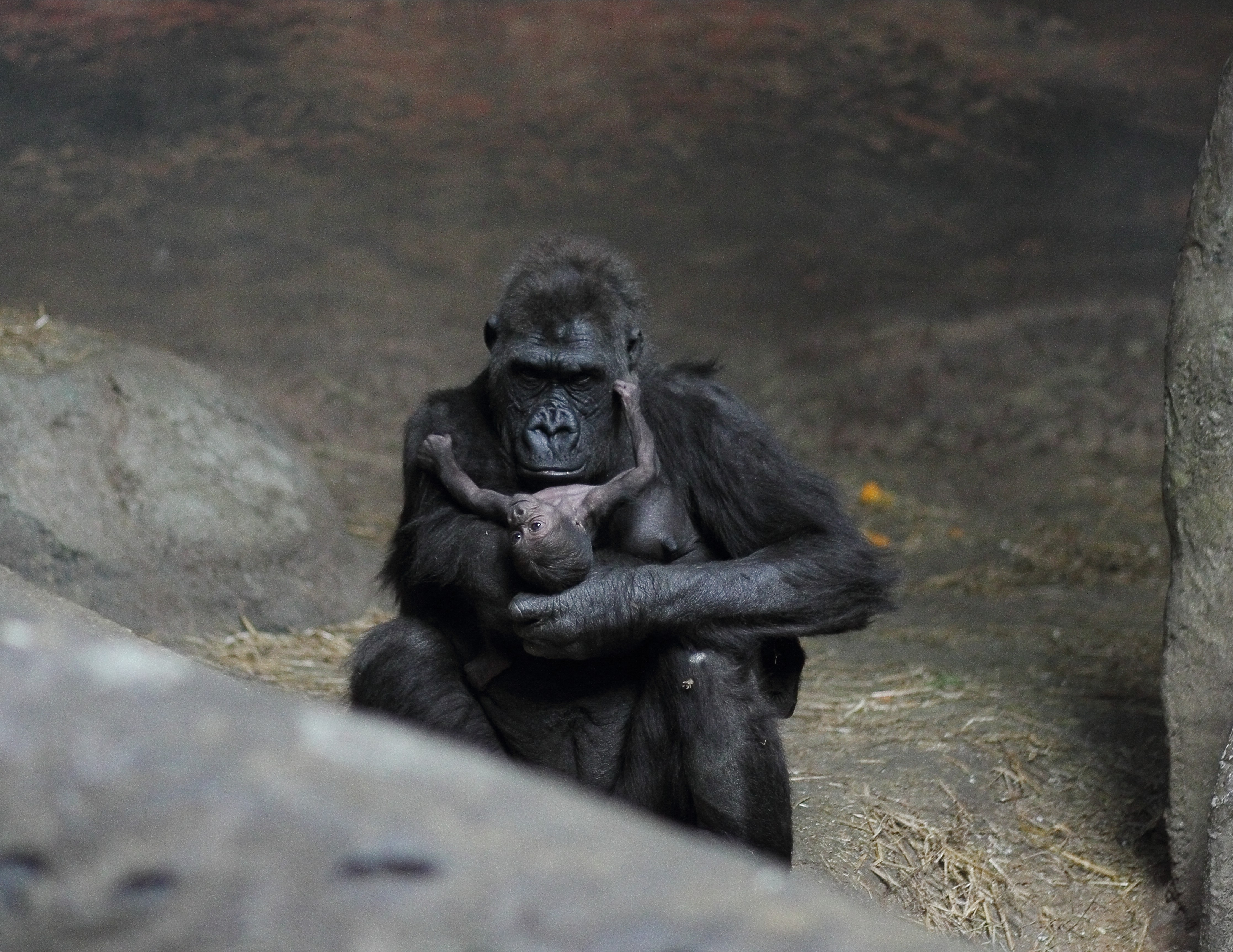
Mama gorilă cu puiul ei de 10 zile

Puii de gorilă sunt vulnerabili și dependenți, astfel că mamele sunt importante pentru supraviețuirea lor. Gorilele masculi nu sunt activi în îngrijirea tinerilor, dar joacă un rol în socializarea lor cu alți tineri. Spatele-argintiu are o relație de susținere în mare măsură cu sugarii din grupul său și îi protejează de agresiunea din cadrul grupului. Puii rămân în contact cu mamele lor în primele cinci luni, iar mamele rămân lângă spate-argintiu pentru protecție. Puii sunt alăptați cel puțin o dată pe oră și dorm cu mamele lor în același cuib.
Contactul cu mama începe să se rupă după cinci luni, dar numai pentru o perioadă scurtă de fiecare dată. Până la vârsta de 12 luni, puii se îndepărtează până la cinci m de mame. În jurul vârstei de 18-21 de luni, distanța dintre mamă și pui crește și ei petrec în mod regulat timp departe unul de celălalt. În plus, alăptarea scade la o dată la două ore. Între 21 și 30 de luni, puii petrec doar jumătate din timp cu mamele lor. La șase ani puii sunt înțărcați și dorm într-un cuib separat de mamele lor. După ce puii sunt înțărcați, femelele încep să ovuleze și în curând rămân din nou însărcinate. Prezența partenerilor de joacă, inclusiv spatele-argintiu, minimizează conflictele la înțărcare dintre mamă și pui.

## Inteligență

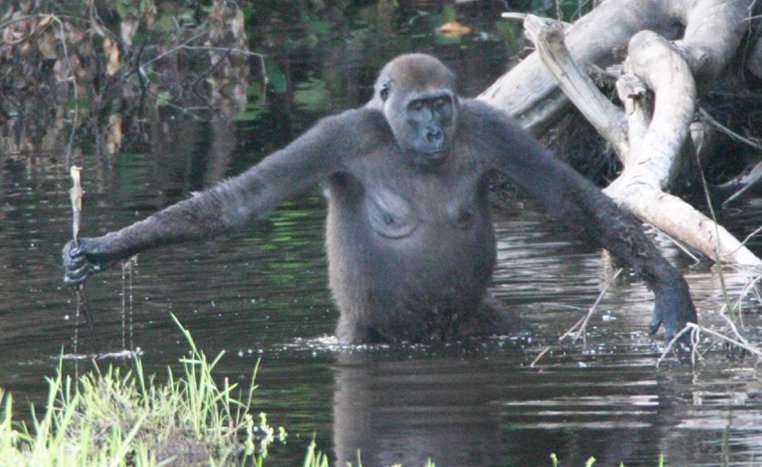
Gorilă care cercetează adâncimea apei cu un băț, februarie 2020

Gorilele sunt considerate extrem de inteligente. Câțiva indivizi în captivitate au fost învățați un subset din limbajul semnelor. La fel ca și celelalte maimuțe antropoide, gorilele pot râde, se pot întrista, pot avea „vieți emoționale bogate”, pot dezvolta legături puternice de familie, pot crea și folosi unelte și se pot gândi la trecut și viitor.  Unii cercetători cred că gorilele au sentimente spirituale sau religioase.

### Utilizarea uneltelor
Următoarele observații au fost făcute de o echipă condusă de Thomas Breuer de la Wildlife Conservation Society în septembrie 2005. Acum se știe că gorilele folosesc unelte în sălbăticie. O femelă de gorilă din Parcul Național Nouabalé-Ndoki din Republica Congo a fost înregistrată folosind un băț ca și cum ar fi măsurat adâncimea apei în timp ce traversa o mlaștină. O a doua femelă a fost văzută folosind un ciot de copac ca pod și, de asemenea, ca suport în timp ce pescuia în mlaștină. Aceasta înseamnă că toate marile maimuțe sunt acum cunoscute că folosesc unelte.
În septembrie 2005, o gorilă de doi ani și jumătate din Republica Congo a fost descoperită folosind pietre pentru a sparge nuci de palmier.

## Referințe culturale

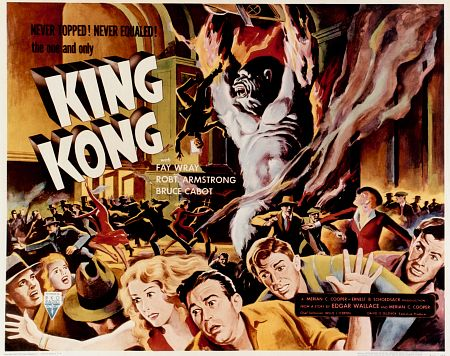
Posterul filmului King Kong (1933)

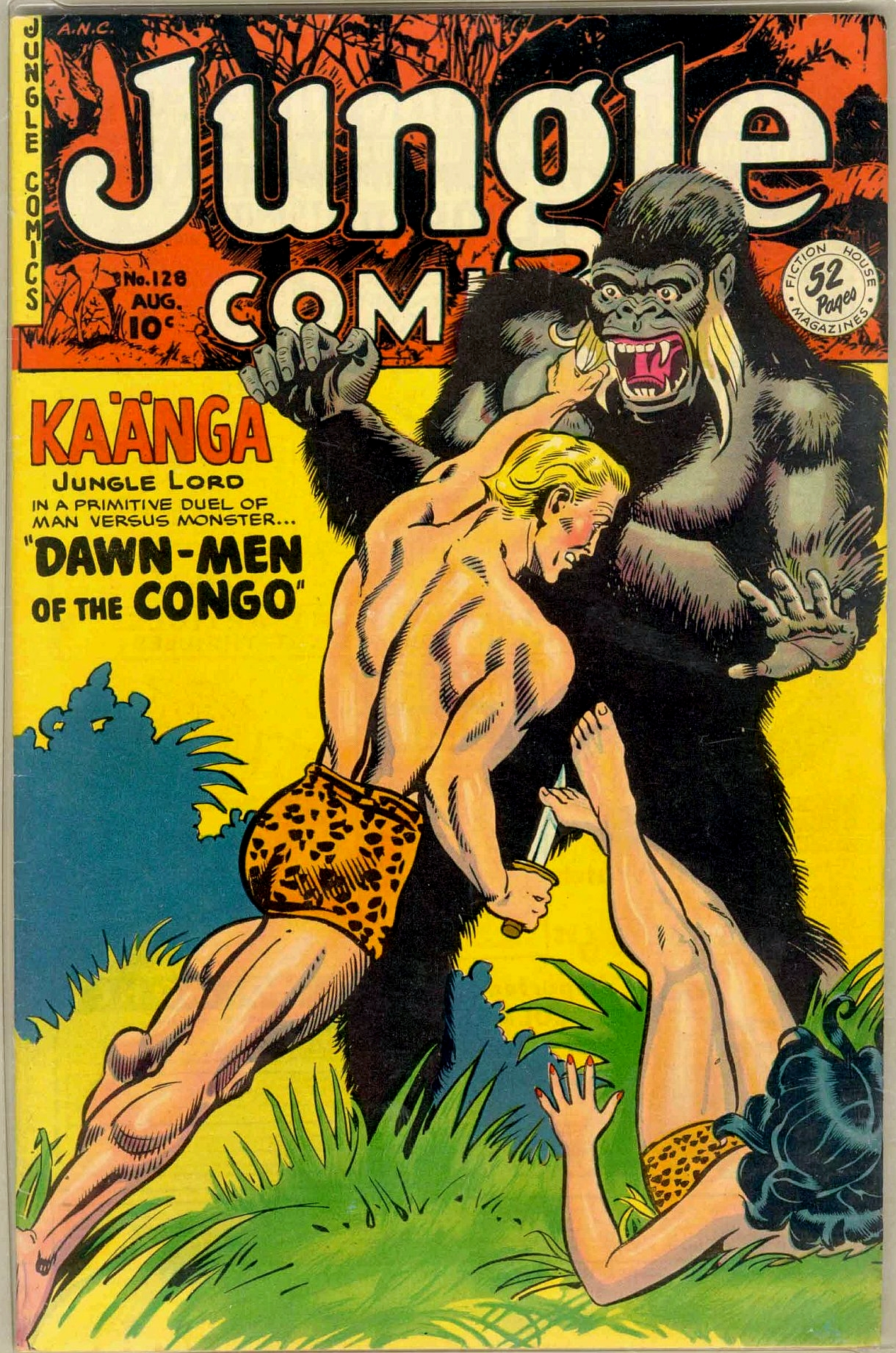
Coperta Jungle Comics nr. 128 (1950)